# 桑德爾富特灣 (佛羅里達州)
桑德爾富特灣（英語：Sandalfoot Bay）是位於美國佛羅里達州棕櫚灘縣的一個人口普查指定地區。

## 地理
桑德爾富特灣的座標為26°20′20″N 80°11′07″W / 26.33889°N 80.18528°W，而該地最高點為海拔高度4米（即13英尺）。

## 人口
根據2010年美國人口普查的數據，桑德爾富特灣的面積為7.70平方千米，當中陸地面積為7.70平方千米，而水域面積為0.00平方千米。當地共有人口16582人，而人口密度為每平方千米2,153人。